# Абольянц, Аристарх Аванесович
Абольянц (Абальянц) Аристарх (Аристогед, Аристогес) Аванесович (Иванович) (? — 1964) — полковник русской императорской армии, участник Белого движения на Юге России, член РОВС, участник Бердянского восстания в апреле 1918 года [1].

## Биография
Данные о месте рождения и социальном статусе отсутствуют.

## Во время Первой Мировой войны
В конце 1916 г. направлен в штаб Одесского военного округа, как военный, который знает турецкий язык. Службу проходил в 46-м запасном пехотном полку.
Летом 1917 г. на общем собрании офицеров-кавказцев принято решение не продолжать участие в войне и разъехаться по домам, однако А. А. Абольянц в категорической форме отказался покидать армию, считая, что борьбу надо продолжать, но уже внутри России.
В августе 1917 г. части полка, оставшиеся в строю были переведены в г. Бердянск. После Октябрьского большевистского переворота 1917 г. полк был распущен, а офицеры, в том числе и А. А. Абольянц, арестованы. Учитывая настроения местных жителей, арестанты были выпущены через два дня «под честное слово». После освобождения А. А. Абольянц начинает готовить восстание вместе с членами «Союза Увеченных воинов». Полковника поддержали социал-революционеры, социал-демократы и бывшие члены городского самоуправления.

## Во времяБердянского восстания
С началом Бердянского антибольшевистского восстания возглавляет его вместе с унтер-офицером И. А. Панасенко. Организовал общегородскую мобилизацию офицеров и учащихся старших классов Бердянской мужской гимназии. Вместе с И. Ю. Поповичем-Липовацем организует милицейские отряды городской самообороны в количестве 3-х батальонов и одного полуэскадрона кавалерии. На 2-й день восстания даёт приказ об аресте большевистского Совета[5]. Вёл переговоры с большевистскими матросами, которые на шаландах обстреливали город. Во время бомбардировки порта и окружающей территории был ранен и контужен. На следующий день вступает в переговоры с Дроздовским и приглашает его отряд в город [4].
Вместе с М. Г. Дроздовским в помещении Бердянского мужской гимназии организует «Бюро записи в добровольцы», которое действовало всего два дня, до того момента, пока город не заняли австро-германские войска с украинской гетманской администрацией.
Даёт приказ выдать М. Г. Дроздовскому пулемёты, винтовки, патроны, провиант с запасов городского арсенала. Для обеспечения отряда «дроздовцев» А. А. Абольянц пытается вести переговоры с филиалом Государственного банка, который уже контролировала администрация Украинской Державы П. П. Скоропадского. После неудачных переговоров принимает решение уехать вместе с М. Г. Дроздовским из города [4].

## В Гражданской войне
С мая 1918 г. на Дону принимает участие в боях против большевиков в составе 2-го Офицерского (Дроздовского) полка Добровольческой Армии.

## Эмиграция
С 1920 г. в эмиграции во Франции. Работает региональным представителем журнала «Часовой» в Марселе, руководитель Дроздовского объединения. С середины 20-х гг. — представитель Русского национального объединения во Франции. Во время Второй Мировой войны проживает на территории Вишистской Франции.

## Смерть
Умер 11 сентября 1964 во Франции в г. Марсель. Похоронен на кладбище Прадо.
1. Абинякин Р.М. Офицерский корпус Добровольческой армии: социальный состав, мировоззрение. 1917-1920 гг. / Издание второе (по 1 января 1907 года). — Орёл: Издатель А. Воробьёв, 2005. — 204 с.

2. Цветков В.Ж. Специфика формирования и деятельности надпартийных и межпартийных политических объединений и подпольных организаций Белого движения в 1917-1918 гг.. — Издатель А. Воробьёв, 2005. — 204 с.

3. Деятельность Таганрогского центра Добровольческой армии. 1918 — 1919 гг. //Белый архив. Кн. 2—3. Париж, 1928. С. 134—136

4. Дроздовский М.Г. Дневник / М.Г. Дроздовский – М.: Голос, 1996. – С. 5-74.

5. Билай Ю.В. Деятельность Бердянского Отдела контрразведки Добровольческой Армии // Сборник научных трудов 56-й научной студенческой конференции ТГПИ им. А.П. Чехова. – Таганрог: ТГПИ 2013. С. 89-90